# انرژی جروچ
انرژی جروچ یا جرم جروچ یکی از راهای ممکن برای تعریف جرم در نسبیت عام است. این تعریف را می‌توان از انرژی هاوکینگ استنتاج نمود که در آن جرم ناحیه ای از فضا که در یک ۲-کره محصور است، با میزان خمش پرتوهای نور خروجی و ورودی که عمود بر این ۲-کره هستند تعریف می‌شود. تعریف جروچ با حذف برخی از جملات مشخص (مثبت) مربوط به خمش داخلی و خارجی کره به دست می‌آید.

## جستارهای مرتبط
- رابرت جروچ
- جرم در نسبیت عام